# Guangfeng

Guangfeng (chinesisch 广丰区, Pinyin Guǎngfēng Qū) ist ein Stadtbezirk der bezirksfreien Stadt Shangrao im Nordosten der Provinz Jiangxi in der Volksrepublik China. Guangfeng hat eine Fläche von 1.377,79 km² und zählt 752.953 Einwohner (Stand: Zensus 2010).

## Administrative Gliederung
Auf Gemeindeebene setzt sich Guangfeng aus drei Straßenvierteln, sechzehn Großgemeinden und vier Gemeinden zusammen. 